# Braddyville (Iowa)
Pour les articles homonymes, voir Bradyville.
Braddyville est une ville du comté de Page, en Iowa, aux États-Unis. Elle est fondée dans les années 1870.

## Source de la traduction
- (en) Cet article est partiellement ou en totalité issu de l’article de Wikipédia en anglais intitulé « Braddyville, Iowa » (voir la liste des auteurs).